# Mu'in ad-Din Unur

Le Proche Orient en 1135.

Mu'in ad-Din Unur ou Mu‘īn ad-dīn Anur († 1149) est un ministre, puis un régent de l’émirat bouride de Damas de 1135 à 1149.

## Biographie
Il commence son service auprès des Bourides comme mamelouk, c'est-à-dire soldat esclave, de Tughtekin, atabeg de Damas et reste dans l’ombre pendant de nombreuses années. Tughtekin meurt en 1128, suivi par son fils Buri Taj el-Moluk, mort en 1132 et son petit-fils Shams al-Muluk Isma’il, assassiné 2 février 1135. Ce dernier, voyant en permanence des complots dans son entourage avait décidé de donner Damas à Zengi, atabeg d’Alep et de Mossoul, et de se retirer dans une de ses forteresses. Au moment de l’assassinat, Zengi est déjà en route pour Damas, mais Zumurrud Khâtûn, la mère d’Ismâ’il, s’est dépêchée de faire reconnaître son autre fils, Shihab ad-Din Mahmud, comme atabeg. 
Mu'in ad-Din Unur prend alors la tête de l’armée et assure la défense de la ville face à Zengi qui met le siège. Un jeune prince prétendant  au sultanat seldjoukide, Dawûd, l’accompagne et l’émir de Damas, sur les conseils de Mu’in ad-Din Unur accepte de lui faire allégeance pour ôter à Zengi un des prétextes de son attaque. Puis le calife al-Mustarshid envoie un ambassadeur, Bish ibn Kherîm, qui négocie la paix et la levée du siège le 16 mars 1135, moyennant une reconnaissance, purement nominale, de la suzeraineté d’Alep pour Damas et incitant Zengi à intervenir en Iraq pour soutenir la candidature de Dawud.
Qîrkhân ibn Qârâjâ, émir de Homs meurt en 1136, et ses fils échangent avec Shihab ad-Din Mahmud la ville contre Palmyre. Mahmùd donne alors la ville ne fief à Mu'in ad-Din Unur. Un an plus tard, en juin 1137, Zengi tente de nouveau la conquête de l'émirat de Damas et commence par assiéger Homs. Raymond II, comte de Tripoli, prévenu, ne souhaite pas qu'un chef de guerre musulman aussi puissant s'installe dans une ville si proche du comté de Tripoli et envoie une armée aux abords de Homs, obligeant Zengi à lever le siège le 11 juillet et à attaquer les Francs à Montferrand (ou Ba'rîn), où il les défait et prend la citadelle
En 1138, Zumurrud Khatun, la mère de l'atabeg, épouse Zengi et lui apporte Homs en dot, et Mu'in ad-Din Unur reçoit en échange Ba'rîn. Dans la nuit du 22 au 23 juin 1139, Shihab ad-Din Mahmud est assassiné et Mu'in ad-Din Unur réagit avec fermeté, faisant exécuter les assassins et plaçant Jemal ad-Din Muhammad, demi-frère du précédent atabeg, sur le trône, lequel le remercie en lui donnant en fief Ba'albek, mais Unur se contente de déléguer un gouverneur pour assurer le gouvernement de Damas. En effet, un autre demi-frère, Bahrâm Shâh, s'est réfugié à Alep et demande à Zengi de l'aider à monter sur le trône de Damas. Zengi commence par assiéger Ba'albek, le 20 août 1139, la ville capitule le 10 octobre et la citadelle le 21 octobre et Zengi, malgré ses serments d'épargner les soldats, les fait crucifier. Cette action, destinée à intimider les Damascènes, les détermine au contraire à résister. Puis il met le siège devant Damas le 6 décembre. La ville résiste, Jemal ad-Din Muhammad meurt peu après, le 29 mars 1140. Unur place sur le trône Mujir ad-Din Abaq, le fils de Muhammad, encore enfant. Pour se débarrasser de Zengi, il fait appel à Foulque d'Anjou, roi de Jérusalem avec qui il avait conclu une alliance en 1138. L'arrivée de Foulque suffit à faire partir Zengi, et Mu'in ad-Din Unur aide ensuite les Francs à reprendre Panéas sur les Zengides (mai 1140).
À la suite de la prise d'Édesse par Zengi, une nouvelle croisade arrive d'Europe mais ses chefs, au lieu d'attaquer l'empire zengide, s'attaquent à Damas, rompant l'alliance franco-damascène. Damas est assiégée le 24 juillet 1148 et Mu'in ad-Din Unur fait appel à toutes les troupes de l'émirat pour résister aux croisés. C'est alors que Nur ad-Din et Saif ad-Din Ghazi, fils et successeurs de Zengi approche avec son armée et les croisés lèvent le siège le 28 juillet et battent en retraite, voulant éviter d'être pris en tenaille entre les Zengides et les Damasènes, et ne voulant pas non plus que Damas tombe au pouvoir de Nur ad-Din.
Par la suite Mu'in ad-Din Unur ordonne quelques raids contre les Francs en Galilée, un raid avec Nur ad-Din contre Antioche, mais la paix et l'alliance entre les Francs et Damas finit par être restaurée en mai 1149. Mais il meurt peu après de dysenterie, le 28 août 1149.

## Famille
René Grousset lui attribue une épouse qui serait la mère de Jemal ad-Din Muhammad, donc une veuve de Buri Taj el-Moluk, mais Amin Maalouf et la Foundation for Medieval Genealogy sont muets sur le sujet.
René Grousset lui attribue également une fille qu’il aurait mariée à Mujir ad-Din Abaq, information confirmée par Amin Maalouf, mais pas par la Foundation for Medieval Genealogy.

### Sources
- René Grousset, Histoire des croisades et du royaume franc de Jérusalem - II. 1131-1187 L'équilibre, Paris, Perrin, 1935 (réimpr. 2006), 1013 p.
- Amin Maalouf, Les Croisades vues par les Arabes, J’ai lu, 1983 (ISBN 978-2-290-11916-7).
- Foundation for Medieval Genealogy